# Parkland (Flórida)
Parkland é uma cidade localizada no estado americano da Flórida, no condado de Broward. Foi incorporada em 1963.

## Geografia
De acordo com o United States Census Bureau, a cidade tem uma área de 33,2 km², onde 31,9 km² estão cobertos por terra e 1,2 km² por água.

### Localidades na vizinhança
O diagrama seguinte representa as localidades num raio de 8 km ao redor de Parkland.

## Demografia
Segundo o censo nacional de 2010, a sua população é de 23 962 habitantes e sua densidade populacional é de 750,35 hab/km². Possui 8 292 residências, que resulta em uma densidade de 259,66 residências/km².